# Carvalhomiris
Carvalhomiris is een geslacht van wantsen uit de familie van de Miridae (Blindwantsen). Het geslacht werd voor het eerst wetenschappelijk beschreven door Maldonado & Ferreira in 1971.

## Soorten
Het genus bevat de volgende soorten:

- Carvalhomiris bifurcatus Forero, 2009
- Carvalhomiris brachypterus Maldonado & Ferreira, 1971
- Carvalhomiris henryi Forero, Rodrigues & Ocampo, 2018
- Carvalhomiris truncatus Forero, 2009